# Chopped, Screwed, Live & Unglued
Chopped, Screwed, Live & Unglued es un álbum del grupo norteamericano Korn. Fue lanzado en 2 CD y un DVD por Virgin Records el 26 de septiembre de 2006, tras el éxito cosechado con See You on the Other Side.

## Contenido
- Disco: 1 - Chopped & Screwed (CD)

1. "Twisted Transistor" – 5:03
2. "Hypocrites" – 3:44
3. "Getting Off: DJ Michael "5000" Watts" – 3:17
4. "Getting Off" – 4:04
5. "For No One" – 4:52
6. "Love Song" – 4:44
7. "10 or a 2-Way" – 4:07
8. "Coming Undone" – 4:05
9. "Coming Undone Wit It (Korn vs. Dem Franchize Boyz)" – 3:29

- Disco: 2 - Live & Unglued (CD)

1. "Hypocrites" (en vivo, grabado en Colonia, Alemania el 26 de agosto de 2005) – 3:55
2. "Somebody Someone" (en vivo, grabado en Lewiston el 26 de marzo de 2006) – 4:44
3. "Throw Me Away" (en vivo, grabado en Lewiston el 26 de marzo de 2006) – 5:09
4. "Liar / Guitar-Piano Duet" (en vivo, grabado en Rutherford del Este en 28 de marzo de 2006) – 7:57
5. "Love Song" (en vivo, grabado en Phoenix el 12 de marzo de 2006) – 4:36
6. "Blind" (en vivo, grabado en Rutherford del Este el 28 de marzo de 2006) – 4:23
7. "Coming Undone" (Sleazy Days Rock Electro Remix / Acid Planet Remix-France) – 3:18
8. "Coming Undone" (Stegnation Remix / Acid Planet Remix-Holland) – 3:26
9. "Coming Undone" (en vivo, grabado en Center Staging, Burbank el 13 de abril para Sesiones AOL acústicas) – 3:34
10. "Twisted Transistor" (en vivo, grabado en Center Staging, Burbank el 13 de abril para Sesiones AOL acústicas) – 3:01

- Disco: 3 (DVD)

1. "Twisted Transistor" (video musical, versión corta)
2. "Coming Undone" (video musical)
3. "Twisted Transistor" (en vivo, acústico de Sesiones AOL)
4. "Coming Undone" (en vivo, acústico de las Sesiones AOL)
5. "Liar" (video animado)
6. "Coming Undone Wit It" (video musical)
7. Material Extra

- Datos: Q2264568